# Joan de Coloma i Cardona
Joan Coloma i Cardona o Juan Coloma Pérez Calvillo (Elda ?, 1522 - Elda, 9 d'octubre de 1586) va ser un noble, escriptor i militar valencià, III Senyor d'Elda (1539-1586) i I Comte d'Elda (1577-1586).

## Antecedents familiars
El seu llinatge Coloma provenia de l'Empordà. Fill de Joan Francesc Coloma i de Maria de Cardona i d'Erill. Era net de Mossèn Joan de Coloma, secretari de Joan II i posteriorment del seu fill Ferran. Aquest Joan de Coloma participà en les Capitulacions de Santa Fe, ja que era el protonotari reial.

## Núpcies i descendents
Es casà almenys 3 vegades.

## Biografia
Va néixer a la residència dels Coloma al seu Senyoriu d'Elda, segurament en el castell d'Elda. Casat per tres vegades, l'última amb Isabel de Saa, dama de la Cort portuguesa amb la qual va tenir catorze fills, set homes i set dones. A més d'Antoni Coloma, qui va heretar el títol, destacaren Ildefons Coloma, que va arribar a ser bisbe i Carles Coloma, militar i historiador. Va ingressar aviat en la carrera militar, servint a Carles I i a Felip II en els exèrcits espanyols a Flandes i Milà. Va arribar al grau de capità general i va ser nomenat per Felip II virrei de Sardenya entre 1570 i 1577.
Pels serveis prestats a la Corona, en 1561 se li va concedir l'alcaidia del castell d'Alacant. En retornar de Sardenya en 1577, el Rei li va atorgar mitjançant privilegi el títol de comte d'Elda el 4 de desembre d'aquest mateix any, que abastava les baronies d'Elda, Petrer i Salines. Més tard, el 1581, gràcies al matrimoni del seu fill i hereu Antoni Coloma amb una membre de la família dels comtes de Cocentaina, Beatriz de Corella, va obtenir el mayorazgo d'Elda, afavorint la política d'agrupar l'alta noblesa valenciana. En aquesta situació va aconseguir la seva màxima influència econòmica i social.
Va fixar la seva residència al castell d'Elda, que va remodelar per complet en estil gòtic, des d'on governava les seves possessions. Va reformar l'església de Santa Anna, que el seu pare havia rebut com a mesquita després de la confiscació dels béns a la població mudèjar en 1525 per la Corona d'Aragó, canviant l'orientació cap a la Meca de l'antic temple islàmic i donant-li un aire cristià. En el seu afany per reformar la vila d'Elda, que conservava en el segon terç del segle xvi dos terços de població morisca, va aixecar també un convent franciscà en 1562.

## Obra
Va publicar, almenys, dues obres: 
- «Dècada de la Passió del nostre Redmetor Ievu Christo»[2] i
- «Càntic de la gloriosa resurrecció».[3]

Les seves aventures com a militar van ser elogiades per Miguel de Cervantes en La Galatea.